# Hohenbucko
Hohenbucko is een gemeente in de Duitse deelstaat Brandenburg, en maakt deel uit van het Landkreis Elbe-Elster.
Hohenbucko telt 626 inwoners.